# あきげん
あきげんはマセキ芸能社所属のお笑いコンビ。
コンビ名の由来はメンバーの名前の、秋山良人の『あき』と石井元気の『げん』を取って『あきげん』である。

## メンバー
（出典：）
- 秋山 良人（あきやま よしと、1983年11月14日（41歳） - ）山梨県出身。身長165cm、体重85kg、血液型A型。ボケ担当。自称『キモい担当』。
  - 山梨県立桂高等学校（現山梨県立都留興譲館高等学校）出身[2]。
  - 芸人になろうとしたきっかけは、高校生の時に友人と組んだコンビ「ノンストップボーイズ」で受けた東京アナウンス学院の『お笑い検定』が不調に終わったことから、悔しくて『それならしっかりやろう』と思ったことからという[3]。
  - 好きだった芸人は、『ボキャブラ天国』（フジテレビ）に出演していた頃の金谷ヒデユキ。
  - 天然パーマの為、結成当時はボンバーヘッド風の髪型をしているが、お笑い専門誌『お笑いポポロ』（麻布台出版社、2007年11月号）での写真では、髪は短くなっていた。しかしその後また髪を伸ばし続け、2010年の時点での髪型は再び結成当時のような天然パーマになっている。
  - 高校生時代に、ボウリングの全国大会で5位の成績を収めている。しかしケガでボウリングが出来なくなり、この後友人に誘われたことがお笑いの道に進むきっかけとなった[4]。
  - 『コンバット』（フジテレビ）のコント「エンタの殿様」（後に「エンタの何様」へ改称）では、五味一男のパロディの「四味一男」を演じ、「四味理論」を展開している。他『コンバット』でのキャラは、チョコント（パニパニパーティー）、アキ（ギャル高校生）など。
  - 喜屋武ちあきのファンでブログも毎日チェックしていると言う。超がつくほどの美男子好き。
  - 「あきげんの江東上陸作戦!」にて、大ファンという長渕剛の曲に、下ネタを織り込む替え歌を披露していた。
  - 千葉ロッテマリーンズの大ファンである（アジアクロスロードで公表した）。
  - よく職務質問に遭う。
  - 台湾のマルチタレント・羅志祥（ショウ・ルオ）のファンであり、自身の番組やアメーバスタジオにSHOWが生出演した際に、自身の事を、「ショウラー」と紹介している。
  - 無類のパチスロ好きで、ハイエナ狙いを好む。そのため、パチスロ番組への単独出演も多い。
- 石井 元気（いしい げんき、1983年12月26日（41歳） - ）静岡県出身。身長172cm、体重58kg、血液型A型。ツッコミ担当。自称『ビジュアル担当』。
  - 静岡県立沼津城北高等学校出身。
  - 高校生時代はテニス部に所属していた。
  - 友人に誘われ軽いノリで受けて、「学校法人だから」という理由で選んだ東京アナウンス学院に入学。しかしその友人は家族の反対があったということで芸人をあきらめ、石井だけが残ったという。
  - 秋山に初めて会った時は、「暗い子」というイメージがしたという。
  - 出演番組を全てビデオで録画するほど、ナインティナインのファン。その他、BUMP OF CHICKEN、皆藤愛子、夏川純のファン。
  - 『コンバット』でのキャラは、シーちゃん（ギャル高校生）など。

## 略歴
東京アナウンス学院芸能バラエティ科で出会った秋山良人、石井元気の2人により結成。2人は入学してすぐの研修旅行でのバスでも席が隣同士だった。秋山は元々整った顔立ちの相方を捜していたが、その時出会ったのが、遅れて来てたまたま秋山の隣に座った石井であり「これだ」と決めたのことである。東京アナウンス学院卒業後の2004年4月にマセキ芸能社のライブで初舞台を踏む。
2007年4月からコンバット（フジテレビ）で、ガリバートンネル、EE男、ぼれろ、かたつむりとともにレギュラーメンバーに選ばれる（その後、かたつむりから平成ノブシコブシに変わり、さらにその後平成ノブシコブシ・EE男から上々軍団、ジャングルポケット、BURNに交替）。この番組は以前までは一週間のうち4日をリハーサルと収録に費やし、中には放送されないコントもあるため『それが辛い』と本人たちが話していたことがある。

## 芸風など
- つかみの挨拶に『ふきげん ごきげん あきげんです!』などというものがある。
- ネタ作りの時は、本番前日の漫画喫茶で行うと言い、その理由は『早く作らないと時間がない』環境だからとのことである[1]。
- 石井曰く、秋山はボケが下手で、ネタ中にもボケが少なく、実質“ボケ不在”とも言われている[4]。

## 出演

### テレビ番組
バラエティ
- あらぶんちょ!（東京ケーブルネットワーク、文京区民チャンネル・マイチャンネルあらかわ・インフォメーションチャンネル（千代田区））
- ラジかるッ（日本テレビ、2006年7月 - 9月）石井のみ、ラジかる5のメンバーの二代目『radi2』として出演
- コンバット（フジテレビ、2007年4月 - 2008年4月）
- コンバットII（フジテレビ、2008年5月 - 9月）
- 爆笑ピンクカーペット（フジテレビ、2008年1月1日）キャッチコピーは「秋山と元気で」
- 新春ホワイトカーペット（フジテレビ、2009年1月1日）キャッチコピーは「元気であきない」
- 爆笑オンエアバトル（NHK総合）戦績1勝7敗 最高465KB
  - 7回目の挑戦で初オンエア。番組ではHi-Hiの11回、トップリードの9回、オードリー、コアの8回に次いでエルシャラカーニ、360°モンキーズと共に5位タイの記録である。
- 爆笑トライアウト（NHK総合、2009年5月29日）
  - 会場審査で2位（453TP）となり、オンバト挑戦権獲得。視聴者投票は7位（704票）。
- オンバト+（NHK）戦績1勝5敗 最高481KB
- ジョーシキの時間2（日本テレビ）秋山のみ
- Dの嵐!（日本テレビ、2003年10月29日）秋山のみ、『天然パーマ自慢コンテスト』に出演
- イエヤス（CBCテレビ、2005年3月）
- 草野☆キッド（テレビ朝日、2006年5月9日）秋山のみ、『すごろくボウリング』に出演
- HEY!HEY!HEY! MUSIC CHAMP（フジテレビ、2006年11月27日）秋山のみ、ものまねで出演
- お台場お笑い道（フジテレビワンツーネクスト、#29）
- 爆笑そっくりものまね紅白歌合戦スペシャル（フジテレビ、2008年4月1日）

『DEATH NOTE』のモノマネで、石井は夜神月、秋山はリュークを演じた
- Gスタ!!（日本テレビ、2008年4月5日）秋山のみ
- お試しかっ!（テレビ朝日）石井のみ、『Aniコレ』に複数回出演して女装姿を披露
- お笑い登龍門ギャッハ（フジテレビCS、#11）
- 所さんの学校では教えてくれないそこんトコロ!（テレビ東京）
- 科学大好き土よう塾（NHK教育）
- しょこ♥リータ（テレビ東京、2008年12月3日）秋山のみ、『キャラクターボイスドラマ』オーディションに出演
- ウンナン極限ネタバトル! ザ・イロモネア 笑わせたら100万円（TBSテレビ、2008年12月6日）『ゴールドラッシュSP』に出演、1週目敗退。
- お笑いDynamite!こどもの日直前SP（TBSテレビ、2009年5月3日）-キャッチコピーは「マセキ芸能社の隠し玉」
- 新世紀ネタキング決定戦（TOKYO MX、2010年11月19日）
- S-1 GRAND PRIX（パチンコ★パチスロTV!、2013年10月）秋山のみ
- パチってる場合ですよ!（パチンコ★パチスロTV!、2014年1月 - ）秋山はレギュラー、石井は不定期出演
- イキマチDON!DON!（J:COM すみだ・台東・江戸川、2015年1月 - ）月、金レギュラー
- ヒロシ・ヤングアワー（パチンコ★パチスロTV!、2015年 - ）秋山のみ
- イトシン・秋山の全開!激しくスロットル!（パチ・スロ サイトセブンTV、2015年2月 - 2015年9月）秋山のみ、石井はゲストとして1回出演
- これが私の生きる道（パチ・スロ サイトセブンTV、2015年4月 - 2017年3月）秋山のみ、ナレーターとして
- マネーの豚（パチ・スロ サイトセブンTV、2016年5月 - ）秋山のみ、MCとして
- 4名様いらっしゃい（パチ・スロ サイトセブンTV、2016年11月 - 2019年3月）秋山のみ
- パチンコ・パチスロ便利屋稼業（パチ・スロ サイトセブンTV、2019年4月 - ）秋山のみ

ドラマ
- ガチバカ!（TBSテレビ、2006年1月 - 3月）林一役（秋山）

情報番組
- アジアクロスロード（NHK-BS1、2010年4月 - 2011年3月）
  - 金曜日（休止の週あり）放送の「Asian in Japan 〜亜州人在日本〜」コーナーに、リポーターとして出演。イワイガワと交互に担当。

### ラジオ
- 笑ってＥ-じゃん!（ラジオ日本、2006年8月・11月）
- あきげんの江東上陸作戦!（レインボータウンエフエム放送、毎週火曜日20:00-21:00）
- #ババババンビって言えると!? RADIO（InterFM897、2020年10月6日 - 2021年3月30日）

### 映画
- テニスの王子様（2006年5月13日公開、松竹）- 芥川慈郎 役（石井のみ）

### Web
- モテバイターへの道（バイトGyaO）
- アコム落語（ACOM LAND）秋山のみ
- 溜池Now（GyaO）秋山のみ、「ギザ細かすぎて伝わらない アニメものまね選手権」
- goingマセキway（GyaOジョッキー、毎週木曜日24:00-25:00）マセキ芸人が週替わりで出演
- みんなの願いを叶えたい!木曜(あっ!とおどろく放送局、2009年3月19日-)
- あっ!と生忘年会2009（あっ!とおどろく放送局、2009年12月22日）
- もっとみんなの願いを叶えたい!ゆく年くる年SP 2009〜2010（あっ!とおどろく放送局、2009年12月31日）
- あきげんPresents 大喜利ナイト!（あっ!とおどろく放送局、2010年7月1日）
- あきげんの『旬感』（＠TV AKIHABARA、2010年10月7日 - ）
- あきげんの大喜利ナイト（あっ!とおどろく放送局、2010年12月30日）
- 東京・超人クラブ（あっ!とおどろく放送局、2011年7月7日）
- 一色亜莉沙のぶっこみハイスクール!（ニコニコ生放送&Ustream、2011年11月2日（秋山のみ））
- デ☆ビューCh.（＠TV AKIHABARA、2012年4月3日-）

### ライブ
- マセキライブ〜メガトンパンチ〜
- お笑い青田買い
- 僕の細道（ラブアンドピース、やさしい雨との合同ライブ）
- 『幡ヶ谷プロジェクトライブ46』
- 『超アングラナイト』
- 『ブレイクアウト』
- 『AKG38（初単独ライブ）』（新宿フー、2008年3月8日）

など

### 雑誌
- お笑いポポロ（麻布台出版社）

## DVD
- キャラメルポップコーン（ビクターエンタテインメント、2008年7月23日）

## 携帯コンテンツ
- 『お笑い動画見放題』“あきげんのザ・挑戦”